# McLaren Park (Nouvelle-Zélande)
McLaren Park est une banlieue de West Auckland (en) région située dans l’Île du Nord, de la  Nouvelle-Zélande.

## Toponymie
Elle a été nommée d’après le pilote de Formule un de Nouvelle-Zélande et fondateur de la marque: McLaren (en) ainsi que l’équipe de Formule un: Bruce McLaren.

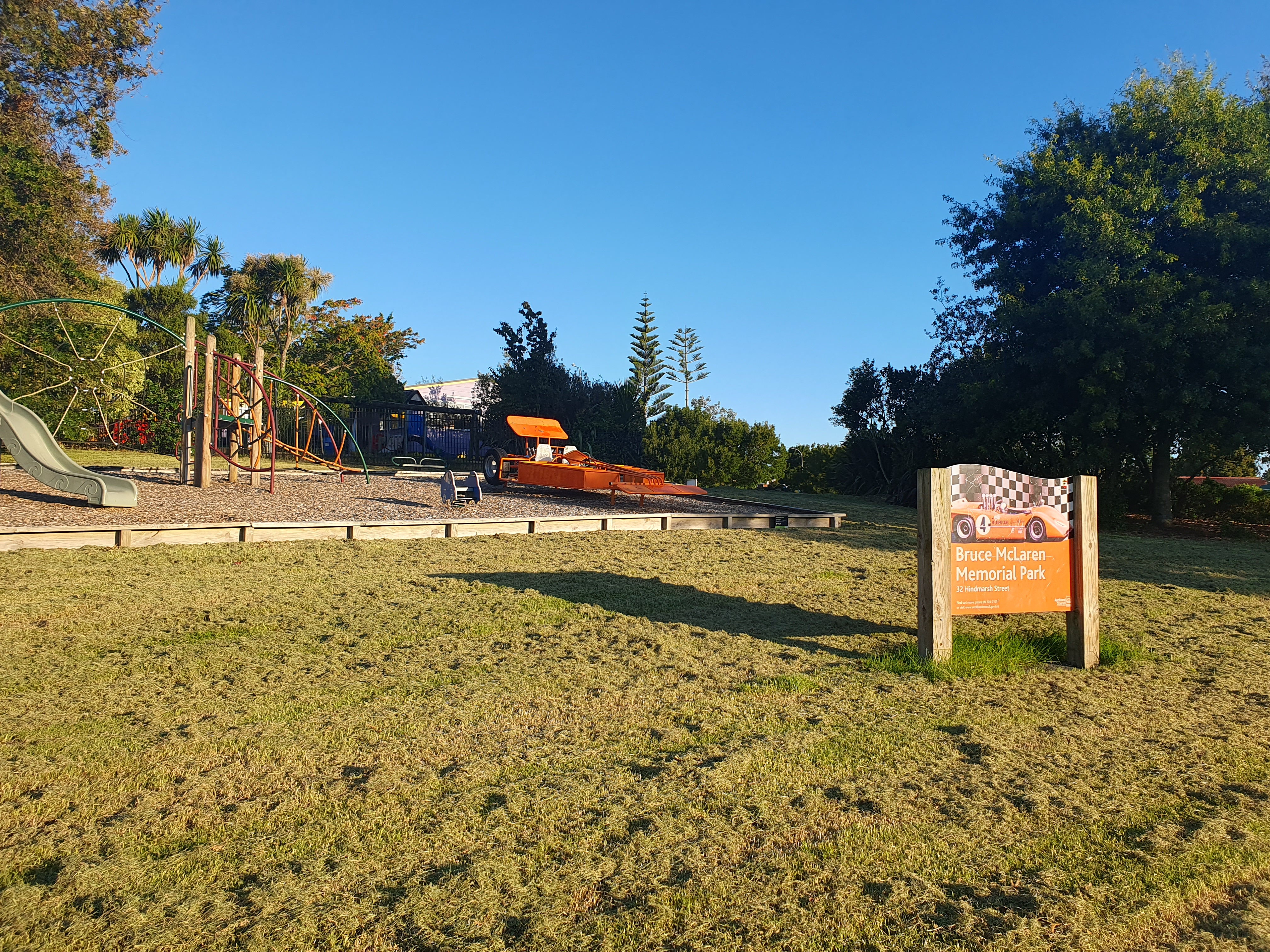
Une McLaren M7C est exposée au niveau du terrain de jeux du Bruce McLaren Memorial Park

## Démographie
La zone statistique de McLaren Memorial Park couvre 0,79 km2 et a une population estimée à 3660 habitants  en juin 2024 avec une densité de population de 4633 personnes par km2.
McLaren Memorial Park avait une population de 3495 habitants lors du recensement néo-zélandais de 2023, en augmentation de 153 personne (4,6 %) depuis le recensement néo-zélandais de 2018, et en augmentation de 249 personnes(7,7 %) depuis le recensement néo-zélandais de 2013.
Il y avait 1692 hommes, 1794 femmes et 9 personnesnon-binaires dans 1026 logements  3,3 % des personnes s’identifient comme LGBTIQ+.
L’âge médian était de 32,2 ans (comparé avec les 38,1 ans au niveau national).
Il y avait 828 personnes (23,7 %) âgées de moins de 15 ans, 774 personnes (22,1 %) âgées de 15 à 29 ans, 1587 personnes (45,4 %) âgées de 30 à 64 ans, et  306 personnes (8,8 %) âgées de 65 ou plus .
Les personnes peuvent s’identifier de plus d’une ethnicité en fonction de l’origine de leurs parents et les résultats montrent que 36,8 % sont européens (en) (Pākehās); 18,3 % sont du peuple Māori; 36,8 % originaires des îles du Pacifique (en); 26,2 % d’origine asiatiques (en) ; 2,1 % du Moyen-Orient, d’Amérique latine ou d’ Afrique (MELAA); et 1,3 %, d’ailleurs, ce qui inclut les personnes qui donne leur ethnicité simplement comme  "New Zealander".
L’anglais est parlé par 90,1 % des personnes, la langue Maori par 5,2 %, le Samoan par 12,9 % et d’autres langues par 24,8 % des personnes.
Aucune langue n’est parlée par 3,5 % (e.g. trop jeunes pour parler).
La langue des signes néo-zélandaise est connue par 0,3 % des personnes.
Le pourcentage de personnes nées outre-mer était de 36,7%, comparé avec 28,8 % au niveau national.
L’affiliation religieuse était pour 44,1 % chrétien (en),pour  5,3 % hindouistes (en), 2,2 % musulmans, 1,5 % croyances religieuses Maories (en), 1,3 % bouddhistes (en), 0,3 % New Age, 0,2 % juif (en) et 1,2 % d’une autre religion.
Les personnes qui répondent qu’ils sont sans religion sont 36,9 %, et 7,3 % des personnes ne répondent pas aux questions du recensement.
Parmi ceux d’au moins 15 ans d’âge, 513 personnes (19,2 %) ont une licence ou un degré universitaire supérieur , 1251 personnes(46,9 %) ont un certificat post scolaire ou un diplôme, et 903 personnes (33,9 %) ont simplement suivit le cursus du secondaire sans décrocher de qualification supérieure.
Le revenu médian était de 40800 $, comparé avec les 41500 $ au niveau  national.
153 personnes (5,7 %) gagnent plus de 100000 $ comparé avec les 12,1 % au niveau national. Le statut d’emploi de ceux d’au moins 15 ans d’âge était pour 1440 personnes (54,0 %) un emploi à temps plein , pour 252 personnes (9,4 %) un emploi à temps partiel et 120 personnes (4,5 %) sont sans emploi.

## Éducation
- L’école école intermédiaire Bruce Mc Laren (en) est un établissement intermédiaire (accueillant les enfants des années 7 et 8) avec un effectif de 298 élèves[6].

- L’école Waitakere Seventh-day Adventist est une école assurant tout le primaire (allant des années 1 à 8) avec un effectif de 70 élèves[7].

Ces deux écoles sont mixte et l’effectif est celui de  novembre 2024
Les écoles publiques secondaires sont : école secondaire d’Henderson (en), le école secondaire Rutherford d’Auckland (en) et les écoles privées: collège St Dominic d’Auckland (en) et le collège Liston (en).